# Petite Bourse
La Petite Bourse, appelée aussi petite Bourse des Italiens, désignait au XIXe siècle la réunion régulière, à plusieurs heures de la journée, de spéculateurs de la Bourse de Paris en dehors de celle-ci et de toute réglementation. Elle avait lieu dans le passage de l'Opéra, aujourd'hui disparu, situé entre le boulevard des Italiens et le 12 de la rue Le Peletier. Encouragés par quelques banques, les spéculateurs préféraient se retrouver dans ce lieu qu'au palais Brongniart, pour échanger des actions mais aussi des informations confidentielles, y compris après la fermeture de la Bourse à 3 heures de l'après-midi.

## Histoire
La petite Bourse réunissait en particulier chaque soir les « coulissiers » au moment de la création de la « coulisse ». Elle était considérée comme l'équivalent du marché libre.
La petite Bourse était illégale et interdite, comme tout lieu autre que la Bourse officielle, pour échanger des actions. De plus ce rassemblement gênait la circulation dans le passage et l'activité commerciale. Fermée en 1857, elle est de nouveau active en 1859, après la forte croissance économique mondiale des années 1850. En juillet 1870, la "dépêche d'Ems" de Bismarck et l’Agence Continentale déclenche des troubles et manifestations à La petite Bourse, puis la guerre de 1870
Lieu par excellence du délit d'initié à une époque où le téléphone n'existe pas encore, où la confidentialité du courrier n'est pas garantie et la presse encore peu libre et peu développée, La petite Bourse est une occasion de se tenir très bien informé. Elle n'échappe cependant pas aux rumeurs et manipulations boursières en tous genres.
Dans L'Argent, Émile Zola décrit une "Petite Bourse" qui se tient tous les soirs à 20 heures, les investisseurs réagissant aux nouvelles de la soirée. Elle a lieu aussi entre 4 et 7 heures, dans le hall du Crédit lyonnais, et subit des critiques car l'on pouvait provoquer d'énormes variations de cours avec quelques milliers de francs de rentes. Le décret du 7 octobre 1890, qui organise la profession d'agent de change dans tous les domaines, la supprime.
Dans la journée, elle est désormais à deux vitesses: les coulissiers sont assis en arc de cercle, autour de l'horloge, sous les arcades, tandis qu'une modeste Bourse des pieds humides se tient de manière plus informelle dans le jardin en contrebas, pour l'échange des "titres déclassés", de sociétés en faillite, qui ne valent plus rien mais pourraient rebondir en cas de retour à meilleure fortune de leurs dirigeants. À l'intérieur du Palais Brongniart se  trouve le prestigieux marché à terme de la corbeille, et celui du comptant moins recherché car il permet des gains moins rapides ou moins massifs. La place de la Bourse, sillonnée par les fiacres des remisiers, est parcourue de rumeurs et négociations, dans les commerces, banques, médias et restaurants disposés tout autour.